# Sithean na Raplaich
Sithean na Raplaich är ett berg i Storbritannien.   Det ligger i kommunen Highland och riksdelen Skottland, i den nordvästra delen av landet, 700 km nordväst om huvudstaden London. Toppen på Sithean na Raplaich är 550 meter över havet, eller 526 meter över den omgivande terrängen. Bredden vid basen är 17,6 km.
Terrängen runt Sithean na Raplaich är huvudsakligen lite kuperad. Trakten runt Sithean na Raplaich är nära nog obefolkad, med mindre än två invånare per kvadratkilometer. I omgivningarna runt Sithean na Raplaich växer i huvudsak blandskog.